# Angles de Tait-Bryan

Lacet

Tangage

Roulis.

Les angles de Tait-Bryan (nommés en référence à Peter Guthrie Tait et George H. Bryan) sont un type spécifique d'angles d'Euler utilisés généralement dans les applications aérospatiales pour définir l'orientation relative de l'avion. Les trois angles sont le lacet (α), le tangage (β), et le roulis (γ).
Ces angles sont aussi communément appelés angles de Cardan.